# Sailor Moon (projeto da Toon Makers)
Sailor Moon foi um projeto de série de televisão feito pela empresa Toon Makers, Inc. no ano de 1993-1994 para a Bandai, que apresentou o projeto para a Toei Animation, quando o anime Sailor Moon estava em negociação nos Estados Unidos. Ele foi escrito, dirigido e produzido por Rocky Solotoff, presidente da empresa, e feito em conjunto com a Renaissance Atlantic, para ir ao ar durante o outono de 1994. O projeto foi cancelado por causa das negociações com o anime original. Ele foi nomeado pelos fãs como Saban Moon, pois muitos acreditavam que a Saban Entertainment tinha sido a responsável pela criação do piloto.
O episódio piloto é uma prova de conceito que apresentou uma mistura de live-action e animação, bem como um elenco diversificado de jovens que lutam secretamente contra o mal. Um videoclipe de dois minutos foi criado junto com o piloto.
O videoclipe de dois minutos foi exibido em uma convenção da Anime Expo em 1998, onde foi gravado em vídeo por meio de uma filmadora. Acreditava-se que o episódio piloto era mídia perdida até sua descoberta em 2022 pelo YouTuber Ray Mona.

## História e conceito

Esboço da personagem Sailor Moon para o projeto.

Em 1993, Sailor Moon R estava sendo exibido no Japão, com grande sucesso de audiência, e milhares de produtos licenciados em todo o mercado japonês, e asiático. O anime começou a se espalhar por diversos países como Alemanha e Itália, e no México, a Toei estava tendo um grande lucro, já que o anime era um sucesso em vendas de produtos licenciados no país latino-americano. No entanto, a Toei Animation achava que era hora do anime ser levado para outros países, principalmente países que falassem inglês. Mas, enquanto outros países tiveram empresas prontas para fazer uma dublagem do anime original, encontrar uma empresa de distribuição semelhante para a América do Norte e na maior parte da Europa viria a ser uma tarefa difícil. À medida que a guerra de licitação foi iniciada, contrabandistas já estavam produzindo dublagens de baixa qualidade de Sailor Moon, e distribuindo elas por toda a América e Canadá. Os canais de televisão aberta,já estavam planejando exibir a série com as dublagens piratas, por isso a Toei sabia que eles estavam ficando sem tempo. Eles precisavam encontrar uma empresa que pudesse trazer uma dublagem de boa qualidade para Sailor Moon, totalmente em inglês. Inicialmente, a Toei e a Bandai pediram para a Toon Makers fazer sua dublagem do anime original. A Saban pegou o seriado Kyoryu Sentai Zyuranger durante este período, de direito da Toei, e modificou ele, o transformado em Mighty Morphin Power Rangers, que rapidamente se tornou a série infantil número 1 entre as crianças dos Estados Unidos. Renaissance Atlantic havia trabalhado para este projeto com a Saban, e se tornou muito satisfeita com o resultado. Ela então decidiu, em conjunto com a Bandai, que se algo similar fosse feito com Sailor Moon, o sucesso seria certo.
A Toon Makers trabalhava fazendo diversos projetos para a Renaissance Atlantic e Bandai, criando pilotos para futuras séries animadas, todos a pedido das duas empresas, ou de uma delas. O primeiro projeto deste tipo foi o de Sailor Moon, que foi totalmente idealizado pela Renaissance. Rocky Solotoff, o presidente da Toon Makers, decidiu que seria mais lucrativo, criar algo mais próximo ao público norte-americano, em vez de adaptar o anime, que tinha muitos traços japoneses. Então ele começou a trabalhar com um piloto de cerca de 17 minutos, principalmente quando a Renaissance Atlantic explicou o ideal do projeto, que era ter uma série em live action para Sailor Moon, inspirada no seriado Power Rangers, que estava fazendo um enorme sucesso nos Estados Unidos durante aquele ano. A mesma empresa, trabalhou com o projeto para Tenko and the Guardians of the Magic, e posteriormente, reutilizou todos os conceitos do projeto de Sailor Moon para a série animada da Saban.
Inicialmente, foram criados esboços para a grande maioria dos personagens, considerados por Solotoff muito melhores do que os apresentados no vídeo clipe de 2 minutos, que acabaram não sendo utilizados, devido ao baixo orçamento, e a falta de tempo,  fazendo com que o projeto tenha tido uma animação mais fraca. Eles contratam uma empresa chamada NewTech, para criar efeitos em CGI, usados nas cenas de luta. A Renaissance deu a ideia de colocar veículos para as heroínas, além de diversos acessórios, na tentativa de gerar produtos para a Bandai. A Toon Makers cuidou de "transportar" as personagens para os Estados Unidos, dando aspectos norte-americanos para todas as personagens. Elas ganharam etnias diferentes, com Sailor Mars sendo asiática e Sailor Jupiter sendo negra. Segundo Solotoff, isso foi uma tentativa de agradar a grande maioria do público, principalmente por que no anime original praticamente nem existem personagens negros. Além disso, Sailor Mercury era uma garota em cadeira de rodas, e Sailor Venus era latina. Sailor Moon era norte-americana, com cabelos loiros.
Principalmente devido ao baixo orçamento, a Toon Makers resolveu criar um piloto, metade em animação no estilo norte-americano, e metade com ação em live-action. O piloto foi apresentado para a Toei, que recusou o projeto, pois acreditava que o custo seria mais alto, em comparação com a dublagem ou adaptação do anime original. No entanto, quando a Toon Makers foi conversar com a Toei, eles já haviam fechado com a DiC Entertainment para a adaptação da obra original.

## Piloto

O logotipo de Sailor Moon, usado no vídeo de 2 minutos. (1996)

Se colocaram no Ebay, muitos conceitos de arte e também scripts do projeto, que foram comprados por um fã dos Estados Unidos. O script conta uma parte da história do que seria a série de Sailor Moon produzida pela Toon Makers. Ele começa com a história de Rainha Serenity oferecendo a mão de sua filha, Sailor Moon, a Darian (nome no projeto para Tuxedo Mask), o príncipe da Terra. Com uma grande cerimônia no Milênio de Prata, eles se tornam noivos, e Darian dá para Sailor Moon um colar, como prova de seu amor. As outras quatro Sailor Senshi estão presentes na festa de noivado, e é informado que cada uma tem um tipo de cristal, que representa a força de seu planeta. Durante a cerimônia, a Rainha Beryl ataca Saturno, Urano, Plutão e Netuno, roubando os cristais de cada um dos planetas. Ela usa o 'Galeão das Trevas', um tipo de 'Navio Espacial' para seus ataques. Ela ataca a lua, e a Rainha Serenity abre um vórtice, aonde elas tentam fugir para a Terra, usando suas pranchas espaciais. No entanto, Darian é atacado, e acaba provavelmente morrendo. Antes de fugirem, Júpiter é atacada por uma "figura misteriosa", mais não se sabe muito certamente sobre o assunto, já que muitos textos ainda não foram colocados para venda. Logo depois, em outro script, vemos as meninas em um baile conversando enquanto dançam, aparentemente. Como o script esta incompleto, se desconhece se elas realmente sabem quem são, ou se elas esqueceram de seus passados.[carece de fontes?] Alguns fatos contestados:
- Alguns monstros, presentes no anime original, fazem aparições no vídeo clipe de 2 minutos.
- As Sailor Senshi, foram chamadas nos scripts de Princesas Guerreiras.[carece de fontes?]
- A DiC Entertainment teve e talvez, ainda tenha, acesso ao piloto de 17 minutos, já que Mamoru foi chamado de Darien na adaptação da empresa, e o logotipo, que aparece no vídeo clipe de 2 minutos, foi usado nos produtos oficiais.
- Adrian Barbo é o nome da atriz que interpretou a Rainha Beryl e a mãe de Sailor Moon no piloto.[4]
- Luna é um gato branco, mais um gato preto, que provavelmente seria Ártemis, também esta no piloto.[4]

## Depois do projeto
Como o projeto foi recusado pela Toei, devido principalmente ao fato de que ele teria muitos gastos para a sua produção, a Toei tomou posse do episódio piloto, e o entregou para a DiC Entertainment, que á pedido da empresa japonesa, o usou como base para a adaptação do anime original de Sailor Moon. O logotipo, desenvolvido pela Toon Makers, foi pego pela Toei, e colocado como logotipo oficial para a marca Sailor Moon nos Estados Unidos, e na Europa, além de outros países. A premissa inicial, apresentada no episódio piloto do projeto da Toon Makers, foi parcialmente utilizada pela DiC no primeiro episódio adaptado de Sailor Moon, que recebeu o título de A Moon Star is Born. Quando a série foi apresentada para as redes de televisão estadunidenses, toda a premissa criada pela Toon Makers, foi reutilizada. Um brinquedo chamado "Moon Cycle", que estaria no piloto, foi reutilizado pela Bandai, e lançado juntamente com os brinquedos relacionados ao anime original, embora o mesmo nunca faça uma aparição no anime. Todos os planos de licenciamento criados pela Toon Makers também foram reutilizados pela Bandai. Para evitar que as pessoas pudessem ter algum conhecimento do piloto, a DiC resolveu deixar ele guardado, no entanto, eles não eram os únicos que tinham acesso ao trabalho. Em 1996, Allen Hasting apresentou um vídeo-clipe de 2 minutos em um evento de anime em Los Angeles, e ele foi posteriormente gravado por um fã, que espalhou o vídeo pela internet. O piloto completo, no entanto, nunca foi visto, provavelmente por que esta sobre guarda de direitos autorais, o que acaba se tornando algo impossível de se ter acesso. No final de 2012, alguns esboços foram vendidos pelo Ebay, e um grupo de fãs criou uma página no Facebook para tentar liberar o piloto, inclusive entrando em contato com a DiC, mais a mesma página foi excluída. Também foi criada uma petição, para a liberação do piloto já citado, o que também não adiantou.
| “ | Esta foi uma oportunidade perdida. Existem tantas pessoas lá fora, você pode dizer que Sailor Moon teve alguma audiência, mais em Los Angeles, só foi exibido em algumas redes independentes. Ela nunca conseguiu um lugar no horário nobre da televisão para crianças. Nunca chegou perto do sucesso dos Power Rangers. Ele só estava lá substituindo um jornal local. Nós estamos esperando que haja uma quantidade suficiente de pessoas lá fora, que consideram que esta era uma boa ideia. Podemos sempre voltar a ela. As mesmas pessoas que possuem as propriedades possuem as propriedades hoje. E se eles sentem que é algo que deve ser reavivado, mesmo para um público de nicho, seria divertido fazer. Nós pensamos que era uma ideia divertida no início e depois de todos esses anos, ainda acho que é uma ótima ideia. | ” |

Em 2018, Cecilia D'Anastasio, do Kotaku, escreveu um artigo sobre sua pesquisa sobre o episódio piloto não exibido. Ela entrevistou Solotoff e Frank Ward, então presidente da Renaissance Atlantic, que a informou sobre a prova de conceito do Team Angel. Na época da investigação de D'Anastasio, Ward acreditava que ela estava procurando uma filmagem do Team Angel, a segunda tentativa feita para trazer uma Sailor Moon live-action. Ele informou a D'Anastasio que ainda tinha uma cópia da prova de conceito e a exibiu para o jornalista, que esperava o episódio piloto de Solotoff. Uma discussão mais aprofundada entre D'Anastasio, Solotoff e Ward resultou em ambos os homens afirmando que não sabiam se alguma filmagem do piloto ainda existia ou onde poderia ser encontrada. A filmagem da segunda prova de conceito, que nunca havia sido divulgada publicamente, foi publicada via Kotaku.
Em 2022, a YouTuber Ray Mona publicou uma série de documentários em duas partes sobre a história de Sailor Moon sendo levada ao público ocidental, a criação do piloto e sua busca pelo episódio em seu canal, intitulado "O mundo ocidental de Sailor Moon".  Auxiliada em sua busca por D'Anastasio, Ray Mona conseguiu localizar uma cópia do piloto na Biblioteca do Congresso; a segunda parte do documentário discutiu sua busca pelo piloto e o pedido de acesso, bem como o piloto em sua totalidade. Ray Mona recebeu permissão de Ward para acessar o piloto e lançá-lo no YouTube.

## Recepção

### Crítica
Embora nunca tenha sido lançado oficialmente, o projeto tem sido criticado de forma mista pela maioria dos críticos. Victoria McNally do The Mary Sue, disse que o vídeo provoca risos e que era muito "brega". No entanto, ela também disse que "tudo nos anos 90 era brega" e que "provavelmente os fãs de Sailor Moon de hoje teriam assistido a esta série, se ela tivesse saído do papel". Chris Sims do ComicsAlliance disse que "a única parte do piloto que pode se salvar é a parte em animação", também elogiando a canção-tema. Michael Toole do Anime News Network nomeou o projeto como "incrível, divertido e esquisito". Luiz Lancheros do Publimetro disse que o projeto era um "horror", notando que a "transformação era a única coisa que lembrava a série original". Adam Arnold da revista Animefringe disse que o "clipe era divertido" e que ele gostaria de que um dia "houvesse uma liberação para o projeto".

A descoberta do episódio piloto recebeu atenção da mídia de veículos como IGN e The Verge, o último dos quais sentiu que o piloto "valeu totalmente a pena esperar".
GameRevolution comentou sobre o piloto, chamando-o de "santo graal da mídia perdida" e elogiou a série de documentários de Ray Mona como uma "jornada fascinante e abre a porta para mergulhar em outros aspectos de seu desenvolvimento". Nerdist também cobriu o piloto, chamando-o de "cápsula do tempo dos anos 90" e escrevendo que "eles ocidentalizaram totalmente o estilo de animação de Sailor Moon, perdendo todo o seu sabor de anime. Sailor Moon e suas amigas se parecem mais com Jem e as Hologramas. E a filmagem live-action parece um episódio da sitcom dos anos 90, Blossom." Shane Stahl, do Collider, criticou o piloto como "cheio de estranheza", questionando "as garotas estão entrando em uma dimensão diferente quando se transformam em suas contrapartes animadas? Elas estão viajando no tempo? O que tudo isso significa?" Princess Weekes, do The Mary Sue, criticou o piloto como rabugento e sem muito a elogiar, ao mesmo tempo em que observou que a presença de um personagem principal deficiente (Sailor Mercury é retratado como um usuário de cadeira de rodas) como "uma das coisas realmente promissoras e interessantes sobre o piloto."
Em 31 de agosto de 2022, a Biblioteca do Congresso destacou as descobertas em seu blog. Eric Graf, a pessoa que cumpriu o pedido de Mona, revelou-se um ávido fã de anime, e lembrou-se de ter ficado “de queixo caído” ao ver o pedido e que “foi ainda maior do que eu esperava”. A Biblioteca do Congresso escreveu que a nova recepção da série “diz algo bastante positivo sobre o culto ao fandom, bem como o valor de colecionar e, em seguida, permitir suportar até mesmo o menor e fugaz esforço.

## Ligações externa
- Piloto oficial de Sailor Moon da Toon Makers (1994) no YouTube
- Abertura da Sailor Moon da Toon Makers (1994) no YouTube
- Sailor Moon. no IMDb.